# Sde Jo'av
Sde Jo'av (hebrejsky שְׂדֵה יוֹאָב, doslova „Jo'avovo pole“ , v oficiálním přepisu do angličtiny Sede Yo'av, přepisováno též Sde Yo'av) je vesnice typu kibuc v Izraeli, v Jižním distriktu, v Oblastní radě Jo'av.

## Geografie
Leží v nadmořské výšce 103 metrů v pobřežní nížině, v regionu Šefela.
Obec se nachází 11 kilometrů od břehu Středozemního moře, cca 48 kilometrů jižně od centra Tel Avivu, cca 54 kilometrů jihozápadně od historického jádra Jeruzalému a 9 kilometrů severozápadně od města Kirjat Gat. Sde Jo'av obývají Židé, přičemž osídlení v tomto regionu je etnicky převážně židovské.
Sde Jo'av je na dopravní síť napojen pomocí dálnice číslo 35.

## Dějiny
Sde Jo'av byl založen v roce 1956. Podle jiného pramene došlo k založení až roku 1966. Zakladateli kibucu byla skupina mladých Židů napojených na sionistické hnutí ha-Šomer ha-ca'ir, kteří se zde usadili 1. června 1966. Na tomto místě již předtím od roku 1956 fungovala malá zemědělská farma. Vesnice je pojmenována po Jicchaku Dubnovovi, jehož přezdívka byla „Jo'av.“ Padl během války za nezávislost v roce 1948, když bránil nedaleký kibuc Negba.
Roku 2004 prošel kibuc privatizací a zbavil se kolektivistických prvků ve svém hospodaření. Ekonomika je založena na zemědělství (polní plodiny, chov drůbeže) a turistickém ruchu (termální prameny). V obci funguje plavecký bazén, sportovní areály, knihovna a společenské centrum.

## Demografie
Podle údajů z roku 2014 tvořili naprostou většinu obyvatel v Sde Jo'av Židé (včetně statistické kategorie "ostatní", která zahrnuje nearabské obyvatele židovského původu ale bez formální příslušnosti k židovskému náboženství).
Jde o menší obec vesnického typu s dlouhodobě rostoucí populací. K 31. prosinci 2014 zde žilo 430 lidí. Během roku 2014 populace stoupla o 0,9 %.
| Rok            | 1961 | 1972 | 1983 | 1995 | 2001 | 2003 | 2004 | 2005 | 2006 | 2007 | 2008 | 2009 | 2010 | 2011 | 2012 | 2013 | 2014 |
| -------------- | ---- | ---- | ---- | ---- | ---- | ---- | ---- | ---- | ---- | ---- | ---- | ---- | ---- | ---- | ---- | ---- | ---- |
| Počet obyvatel | 7    | 83   | 241  | 202  | 215  | 205  | 199  | 205  | 210  | 224  | 239  | 276  | 324  | 343  | 404  | 426  | 430  |